# Lijst van voetbalinterlands Australië - Denemarken (vrouwen)
Deze lijst van voetbalinterlands is een overzicht van alle officiële voetbalinterlands tussen de nationale vrouwenteams van Australië en Denemarken. De landen hebben tot nu toe zeven keer tegen elkaar gespeeld.

## Wedstrijden
| № | Plaats    | Datum           | Competitie        | Wedstrijd              | Uitslag            |
| - | --------- | --------------- | ----------------- | ---------------------- | ------------------ |
| 1 | Västerås  | 6 juni 1995     | WK 1995           | Denemarken − Australië | 5 − 0              |
| 2 | Faro      | 14 maart 1999   | Algarve Cup       | Denemarken − Australië | 1 − 1              |
| 3 | Suwon     | 2 november 2006 | Vriendschappelijk | Australië − Denemarken | 1 − 2              |
| 4 | Albufeira | 8 maart 2017    | Algarve Cup       | Australië − Denemarken | 1 − 1 (n.p. 1 - 4) |
| 5 | Horsens   | 10 juni 2021    | Vriendschappelijk | Denemarken − Australië | 3 − 2              |
| 6 | Viborg    | 11 oktober 2022 | Vriendschappelijk | Denemarken − Australië | 1 − 3              |
| 7 | Sydney    | 7 augustus 2023 | WK 2023           | Australië − Denemarken | 2 − 0              |

## Samenvatting
| Competitie        | Totaal gespeeld | Winst Australië | Gelijk | Winst Denemarken | Doelsaldo Australië – Denemarken |
| ----------------- | --------------- | --------------- | ------ | ---------------- | -------------------------------- |
| WK-eindronde      | 2               | 1               | 0      | 1                | 2 − 5                            |
| Algarve Cup       | 2               | 0               | 2      | 0                | 2 − 2                            |
| Vriendschappelijk | 3               | 1               | 0      | 2                | 6 − 6                            |
| Totaal            | 7               | 2               | 2      | 3                | 10 − 13                          |